# 말과 사물
《말과 사물》(Les mots et les choses: Une archéologie des sciences humaines, 영어: The Order of Things: An Archaeology of the Human Sciences)은 미셸 푸코가 1966년에 출판한 책이다. 푸코는 "생명, 노동, 언어", 즉 생물학, 경제학, 언어학에 뿌리를 둔 인간 학문의 근원을 발굴하고자 한다. 이 책은 디에고 벨라스케스의 그림 《시녀들》과 작품의 시선, 은폐, 표출의 복잡한 배열에 대한 확장된 논의로 시작하여, 역사의 모든 시기는 무엇을 받아들일 것인가에 대한 어떠한 근본적인 인식론적 가정을 가지고 있다는 중심적 주장을 전개한다.

## 내용
푸코는 유럽 근대사상의 역사를 3개의 시대로 구분, 각 시대의 여러 사상을 가능하게 한 고유의 '지(知)의 장소'(에피스테메)를 상정(想定)한다. 르네상스기에서의 '유사(類似)', 17세기에서의 '표상(表象)', 19세기에서의 '역사'의 관념은 근대에 있어서 제각기 단절되어 나타난 3개의 에피스테메를 표현하는 것이며, 현대 사상이 집착하고 있는 '인간'이란 관념은 흔히 믿어지듯이 철학적 사색의 영원적(永遠的)인 주제를 나타내는 것이 아니며, 르네상스나 고전시대에도 존재하지 않고 오직 19세기적 에피스테메에 의해 가능해진 것에 지나지 않는다. 현대에서는 이 에피스테메 자체가 몰락하는 중이기 때문에 정신분석학과 민족학은 모두 인간이 주제가 아니라 오히려 인간의 한계에 이르러 그 지(知)를 가능케 하는 무의식의 구조를 노정시키는 것이다. 이런 입장을 바탕으로 하여 푸코는 신(神)의 죽음이 인간의 죽음을 초래함을 예감한 니체에 공감한다. 그러나 반인간주의적 테제는 또한 마르크스주의자인 알튀세르의 역사적 유물론 해석의 특징을 보이는 것이 되기도 하였다.
| “ | 인류는 바다의 언저리에 있는 모래에 그려진 한 얼굴처럼 지워질 것이다. | ” |

## 같이 보기
- 르 몽드가 선정한 세기의 도서 100권

## 참고 문헌
- 이 문서에는 다음커뮤니케이션(현 카카오)에서 GFDL 또는 CC-SA 라이선스로 배포한 글로벌 세계대백과사전의 내용을 기초로 작성된 글이 포함되어 있습니다.